# Tricladium robustum
Tricladium robustum är en svampart som beskrevs av Marvanová 1984. Tricladium robustum ingår i släktet Tricladium och familjen Helotiaceae.   Inga underarter finns listade i Catalogue of Life.